# Harpendyreus bergeri
Harpendyreus bergeri är en fjärilsart som beskrevs av Henry Stempffer 1976. Harpendyreus bergeri ingår i släktet Harpendyreus och familjen juvelvingar. Inga underarter finns listade i Catalogue of Life.